# Губський Іван Кіндратович
Іван Кіндратович Гу́бський (нар. 30 січня 1920, Голубівський Рудник — пом. 10 березня 2009, Луганськ) — український живописець і педагог; член Спілки радянських художників України з 1962 року. Заслужений художник України з 1997 року. Батько художника Ігоря Губського.

## Біографія
Народився 30 січня 1920 року в селі Голубівському Руднику (нині місто Голубівка Луганської області, Україна). Певний час працював плакатистом шахтарського клубу. У Червоній армії з 1940 року. Брав участь у німецько-радянській війні. Перебував у полоні у Німеччині. Нагороджений орденом Вітчизняної війни II ступеня (6 квітня 1985).
Протягом 1947—1953 років навчався в Харківському художньому інституті, де його викладачами були, зокрема, Петро Котов, Олександр Любимський, Михайло Рибальченко. Дипломна робота — картина «Шахтарі» (керівник Михайло Шапошников).
Після здобуття фахової освіти викладав у студії образотворчого мистецтва при Палаці культури міста Стаханова Ворошиловградської області; у 1966—1976 роках — викладач спеціальних дисциплін та у 1983—1985 роках — основ живопису Ворошиловградського художнього училища. Жив у Луганську в будинку на вулиці 14-та лінія/В. Шевченка, № 16, квартира № 11. Помер у Луганську 10 березня 2009 року.

## Творчість
Працював в галузі станкового (створював жанрові полотна, портрети, пейзажі), монументального живопису і книжкової графіки. Серед робіт:
- «Заспівувач» (1954);
- «Донецький пейзаж» (1957);
- «Смерть коногона» (1958);
- «Пісні про коногона» (1958, темпера);
- «Рідні краї» (1960);
- «Передача перехідного Червоного прапора» (1960);
- «Кроки революції» (1961);
- «На лісах» (1961);
- «Запівала» (1962—1964);
- «Комунари» (1963);
- «На риштуванні» (1964);
- «Важка дорога» (1965);
- «Портрет командувача Чорноморським флотом у 1941—1942 роках Миколи Острякова» (1967);
- «На початку століття» (1970);
- «Перший трактор» (1971);
- «Орачі» (1972);
- «Невідомий солдат» (1973);
- «Шахтар» (1974);
- «Тормозок» (1978);
- «Прохідники» (1979);
- «Гальмівник» (1980);
- «Старовинні шахтарські пісні» (1981);
- «Початок» (1982);
- «Не зустріли» (1983);
- «Бригада» (1985);
- «Солдатські вдови» (1986, полотно, олія);
- «Люди і манекени» (1987);
- «Пейзаж» (1991);
- «Зона» (1991);
- «Батькові руки» (1992);
- «Шахтарі страйкують» (1994);
- «Мати» (1995);
- «Тяжка дорога» (1996, полотно, олія);
- «Кругова оборона» (1996);
- «Голодомор» (1998);
- «Тарас Шевченко. Борітесь — і поборете!» (1998);
- «Кам'яні баби» (1998);
- «Піхота відпочиває» (1999);
- «Древо» (2000);
- «Вогонь на себе» (2000, полотно, олія);
- триптих «Баби» (2002);
- «Шахта працює» (2002);
- «Літня жінка» (2003);
- «Шахтарський феєрверк» (2003);
- «Робочі ритми» (2004).

Брав участь у розписах громадських будівель, зокрема:
- Водолікарні у Кадіївці (1955, сграфіто);
- Палацу одруження і бібліотеки у Ворошиловграді (1966, темпера).

Оформив та проілюстрував книги:
- «Тут слабонервних немає» Лева Галкіна ((Харків, 1952);
- «Немає перешкод сміливим» Петра Бабуріна (Москва, 1960).

Учасник мистецьких виставок з  1953 року. Персональні виставки відбулися у Луганську у 1990, 1995, 2000, 2002, 2005 роках.
Полотна художника зберігаються в Луганському художньому музеї та приватних колекціях.